# Ашаги Салахли
Ашаги Салахли — село в Ґазахському районі Азербайджанської Республіки.

## Історія
Село створено 1999 року. Стародавнє село Салахли в Ґазахському районі розділено 1867 року на села Юхари Салахли та Ашаги Салахли. 1922 року на основі будинків, відокремлених від обох сіл, засновано село Орта Салахли.
Села Салахли, розташовані в різних регіонах Азербайджану, мають стосунок до спільноти Салахли Ґазахського району:
- Салахли[az] — село в Самухському районі Азербайджану.
- Салахли[az] — село в Зардобському районі Азербайджану.
- Салахли[az] — село в Євлахському районі Азербайджану.
- Салахли Кангарли[az] — село в Агдамському районі Азербайджану.

Село розташоване приблизно на 6-7 км від правого берега Кури.
У селі є старовинне кладовище, якому більше 100 років. Нині його об'єднано з новим кладовищем.
В селі є ще одне давнє кладовище — кладовище Газахли. Слід зазначити, що у межах села є мікрорайон Газахли.
У Газахли народились Алі-Ага Шихлінський, Фаррух-Ага Гаїбов, Гусейн Ефенді Гаїбов.
У Першій карабаській війні село втратило 7 осіб.

## Топонімія
Ашаги Салахли розташоване на Гянджа-Ґазахській рівнині, недалеко від річки Кури. Ойконім означає «село Салахли внизу». Друга складова ойконіма пов'язана з назвою давнього роду Салахли, що входив до складу ґазахських племен, які заселяли територію на заході Азербайджану в історичній Ґазахській провінції.

## Населення
Згідно з переписом населення 2009 року в селі живе 1705 осіб. З них 879 — чоловіки, 826 — жінки.
У селі діє 11-річна середня школа, яка носить ім'я Нізамі Гусейнова.

## Господарство
Населення займається тваринництвом (велика рогата худоба та вівці) та землеробством (зернові, баштанні культури). Селяни, які за радянських часів переважно займалися виноградарством, згодом надали перевагу іншим галузям внаслідок руйнування цих територій. Нині виноградарство розвинене слабко, але перспективи для цього району великі.

## Географія
Село розташоване за 6 км від річки Кура, на правому її березі. Частина сільськогосподарських угідь села та пасовищ розташована на березі Кури.
Біля кладовища є термальне джерело із сіркою. Нині тут діють лікувальні ванни.